# Светско првенство у фудбалу 1978.
Светско првенство у фудбалу 1978. је било 11. светско фудбалско првенство које се одржало у Аргентини од 1. јуна до 25. јуна 1978. године. Титулу је освојила Аргентина победивши репрезентацију Холандије са 3:1, након продужетака. Репрезентација Бразила је освојила треће, а репрезентација Италија четврто место. Играчи Холандије су одбили да присуствују церемонији после финалног меча.
Дебитанти на Светским првенствима су биле репрезентације Ирана и Туниса.
Најбољим играчем првенства проглашен је Аргентинац Марио Кемпес, који је уједно био и најбољи стрелац са 6 постигнутих голова.

## Репрезентације које су се квалификовале
На Светском првенству 1978. укупно је учествовало 16 земаља.
| Азија (1) - Иран Африка (1) - Тунис Океанија (0) - Нико се није квалификовао | Северна Америка · Средња Америка · Кариби (1) - Мексико Јужна Америка (3) - Аргентина (домаћин) - Бразил - Перу | Европа (10) - Аустрија - Француска - Мађарска - Италија - Холандија - Пољска - Шкотска - Шпанија - Шведска - Западна Немачка |  |
| Прво место Друго место Треће место                                           | Четврто место Од 5. до 8. места Од 9. до 16. места                                                              | |  |

## Стадиони
| · Буенос АјресКордобаМар дел ПлатаРосариоМендоза | Буенос Ајрес               | Буенос Ајрес               | Кордоба                    |
| ------------------------------------------------ | -------------------------- | -------------------------- | -------------------------- |
| · Буенос АјресКордобаМар дел ПлатаРосариоМендоза | Стадион Монументал         | Стадион Хозе Амалфитани    | Стадион Шато Карерас       |
| · Буенос АјресКордобаМар дел ПлатаРосариоМендоза | Капацитет: 74.624          | Капацитет: 49.318          | Капацитет: 46.986          |
| · Буенос АјресКордобаМар дел ПлатаРосариоМендоза |                            |                            |                            |
| · Буенос АјресКордобаМар дел ПлатаРосариоМендоза | Мар дел Плата              | Росарио                    | Мендоза                    |
| · Буенос АјресКордобаМар дел ПлатаРосариоМендоза | Стадион Хозе Марија Минела | Стадион Хиганте де Аројито | Стадион Сијудад де Мендоза |
| · Буенос АјресКордобаМар дел ПлатаРосариоМендоза | Капацитет: 43.542          | Капацитет: 41.654          | Капацитет: 34.954          |
| · Буенос АјресКордобаМар дел ПлатаРосариоМендоза |                            |                            |                            |

## Прва фаза

### Група 1
| Тим       | Бод. | Оди. | Поб. | Нер. | Пор. | ДГ | ПГ | ГР |
| --------- | ---- | ---- | ---- | ---- | ---- | -- | -- | -- |
| Италија   | 6    | 3    | 3    | 0    | 0    | 6  | 2  | +4 |
| Аргентина | 4    | 3    | 2    | 0    | 1    | 4  | 3  | +1 |
| Француска | 2    | 3    | 1    | 0    | 2    | 5  | 5  | 0  |
| Мађарска  | 0    | 3    | 0    | 0    | 3    | 3  | 8  | -5 |

| Италија                 | 2 – 1    | Француска |
| ----------------------- | -------- | --------- |
| Роси 29’ · Закарели 71’ | извештај | Лакомб 1’ |

| Аргентина              | 2 – 1    | Мађарска |
| ---------------------- | -------- | -------- |
| Луке 15’ · Бертони 83’ | извештај | Чапо 10’ |

| Италија                            | 3 – 1    | Мађарска       |
| ---------------------------------- | -------- | -------------- |
| Роси 34’ · Бетега 36’ · Бенети 60’ | извештај | Тот 81’ (пен.) |

| Аргентина                      | 2 – 1    | Француска   |
| ------------------------------ | -------- | ----------- |
| Пасарела 45’ (пен.) · Луке 73’ | извештај | Платини 60’ |

| Француска                         | 3 – 1    | Мађарска    |
| --------------------------------- | -------- | ----------- |
| Лопес 22’ · Бердол 36’ · Рошо 42’ | извештај | Зомбори 41’ |

| Аргентина | 0 – 1    | Италија    |
| --------- | -------- | ---------- |
|           | извештај | Бетега 67’ |

### Група 2
| Тим             | Бод. | Оди. | Поб. | Нер. | Пор. | ДГ | ПГ | ГР  |
| --------------- | ---- | ---- | ---- | ---- | ---- | -- | -- | --- |
| Пољска          | 5    | 3    | 2    | 1    | 0    | 4  | 1  | +3  |
| Западна Немачка | 4    | 3    | 1    | 2    | 0    | 6  | 0  | +6  |
| Тунис           | 3    | 3    | 1    | 1    | 1    | 3  | 2  | +1  |
| Мексико         | 0    | 3    | 0    | 0    | 3    | 2  | 12 | -10 |

| Западна Немачка | 0 – 0    | Пољска |
| --------------- | -------- | ------ |
|                 | извештај |        |

| Тунис                            | 3 – 1    | Мексико                 |
| -------------------------------- | -------- | ----------------------- |
| Каби 55’ · Гомид 79’ · Хоуеб 87’ | извештај | Васкес Ајала 45’ (пен.) |

| Западна Немачка                                               | 6 – 0    | Мексико |
| ------------------------------------------------------------- | -------- | ------- |
| Д. Милер 15’ · Х. Милер 30’ · Румениге 38’ 73’ · Флое 44’ 89’ | извештај |         |

| Пољска   | 1 – 0    | Тунис |
| -------- | -------- | ----- |
| Лато 43’ | извештај |       |

| Западна Немачка | 0 – 0    | Тунис |
| --------------- | -------- | ----- |
|                 | извештај |       |

| Пољска                    | 3 – 1    | Мексико |
| ------------------------- | -------- | ------- |
| Боњек 43’ 84’ · Дејна 56’ | извештај |         |

### Група 3
| Тим      | Бод. | Оди. | Поб. | Нер. | Пор. | ДГ | ПГ | ГР |
| -------- | ---- | ---- | ---- | ---- | ---- | -- | -- | -- |
| Аустрија | 4    | 3    | 2    | 0    | 1    | 3  | 2  | +1 |
| Бразил   | 4    | 3    | 1    | 2    | 0    | 2  | 1  | +1 |
| Шпанија  | 3    | 3    | 1    | 1    | 1    | 2  | 2  | 0  |
| Шведска  | 1    | 3    | 0    | 1    | 2    | 1  | 3  | -2 |

| Аустрија                | 2 – 1    | Шпанија  |
| ----------------------- | -------- | -------- |
| Шахнер 10’ · Кранкл 76’ | извештај | Дани 21’ |

| Бразил       | 1 – 1    | Шведска    |
| ------------ | -------- | ---------- |
| Рејналдо 45’ | извештај | Соберг 37’ |

| Аустрија          | 1 – 0    | Шведска |
| ----------------- | -------- | ------- |
| Кранкл 42’ (пен.) | извештај |         |

| Бразил | 0 – 0    | Шпанија |
| ------ | -------- | ------- |
|        | извештај |         |

| Шпанија    | 1 – 0    | Шведска |
| ---------- | -------- | ------- |
| Асенси 75’ | извештај |         |

| Бразил               | 1 – 0    | Аустрија |
| -------------------- | -------- | -------- |
| Роберто Динамите 40’ | извештај |          |

### Група 4
| Тим       | Бод. | Оди. | Поб. | Нер. | Пор. | ДГ | ПГ | ГР |
| --------- | ---- | ---- | ---- | ---- | ---- | -- | -- | -- |
| Перу      | 5    | 3    | 2    | 1    | 0    | 7  | 2  | +5 |
| Холандија | 3    | 3    | 1    | 1    | 1    | 5  | 3  | +2 |
| Шкотска   | 3    | 3    | 1    | 1    | 1    | 5  | 6  | -1 |
| Иран      | 1    | 3    | 0    | 1    | 2    | 2  | 8  | -6 |

| Перу                        | 3 – 1    | Шкотска    |
| --------------------------- | -------- | ---------- |
| Куето 43’ · Кубиљас 70’ 76’ | извештај | Џордан 19’ |

| Холандија                             | 3 – 0    | Иран |
| ------------------------------------- | -------- | ---- |
| Ренсенбринк 40’ 62’ (пен.) 78’ (пен.) | извештај |      |

| Шкотска               | 1 – 1    | Иран          |
| --------------------- | -------- | ------------- |
| Ескандарјан 43’ (аг.) | извештај | Данајфард 60’ |

| Холандија | 0 – 0    | Перу |
| --------- | -------- | ---- |
|           | извештај |      |

| Перу                                          | 4 – 1    | Иран        |
| --------------------------------------------- | -------- | ----------- |
| Веласкес 2’ · Кубиљас 36’ (пен) 39’ (пен) 79’ | извештај | Роусхан 41’ |

| Шкотска                            | 3 – 2    | Холандија                        |
| ---------------------------------- | -------- | -------------------------------- |
| Далглиш 44’ · Џемил 46’ (пен.) 68’ | извештај | Ренсенбринк 34’ (пен.) · Реп 71’ |

## Друга фаза

### Група А
| Тим             | Бод. | Оди. | Поб. | Нер. | Пор. | ДГ | ПГ | ГР |
| --------------- | ---- | ---- | ---- | ---- | ---- | -- | -- | -- |
| Холандија       | 5    | 3    | 2    | 1    | 0    | 9  | 4  | +5 |
| Италија         | 3    | 3    | 1    | 1    | 1    | 2  | 2  | 0  |
| Западна Немачка | 2    | 3    | 0    | 2    | 1    | 4  | 5  | -1 |
| Аустрија        | 2    | 3    | 1    | 0    | 2    | 4  | 8  | -4 |

| Аустрија      | 1:5      | Холандија                                                               |
| ------------- | -------- | ----------------------------------------------------------------------- |
| Обермајер 80’ | извештај | Брандтс 6’ · Ренсенбринк 35’ (пен.) · Реп 36’, 53’ · Ван де Керкхоф 82’ |

| Италија | 0:0      | Западна Немачка |
| ------- | -------- | --------------- |
|         | извештај |                 |

| Холандија                       | 2:2      | Западна Немачка            |
| ------------------------------- | -------- | -------------------------- |
| Хан 27’ · Р. ван де Керкхоф 82’ | извештај | Абрамчик 3’ · Д. Милер 70’ |

| Италија  | 1:0      | Аустрија |
| -------- | -------- | -------- |
| Роси 13’ | извештај |          |

| Аустрија                         | 3:2      | Западна Немачка               |
| -------------------------------- | -------- | ----------------------------- |
| Фогтс 45’ (аг) · Кранкл 66’, 87’ | извештај | Румениге 19’ · Холценбајн 72’ |

| Италија          | 1:2      | Холандија             |
| ---------------- | -------- | --------------------- |
| Брандтс 19’ (аг) | извештај | Брандтс 49’ · Хан 76’ |

### Група Б
| Тим       | Бод. | Оди. | Поб. | Нер. | Пор. | ДГ | ПГ | ГР  |
| --------- | ---- | ---- | ---- | ---- | ---- | -- | -- | --- |
| Аргентина | 5    | 3    | 2    | 1    | 0    | 8  | 0  | +8  |
| Бразил    | 5    | 3    | 2    | 1    | 0    | 6  | 1  | +5  |
| Пољска    | 2    | 3    | 1    | 0    | 2    | 2  | 5  | -3  |
| Перу      | 0    | 3    | 0    | 0    | 3    | 0  | 10 | -10 |

| Перу | 0:3      | Бразил                            |
| ---- | -------- | --------------------------------- |
|      | извештај | Дирсеу 15’, 27’ · Зико 72’ (пен.) |

| Аргентина       | 2:0      | Пољска |
| --------------- | -------- | ------ |
| Кемпес 16’, 72’ | извештај |        |

| Перу | 0:1      | Пољска     |
| ---- | -------- | ---------- |
|      | извештај | Шармах 64’ |

| Аргентина | 0:0      | Бразил |
| --------- | -------- | ------ |
|           | извештај |        |

| Пољска   | 1:3      | Бразил                         |
| -------- | -------- | ------------------------------ |
| Лато 45’ | извештај | Нелињо 13’ · Динамите 58’, 63’ |

| Аргентина                                                     | 6:0      | Перу |
| ------------------------------------------------------------- | -------- | ---- |
| Кемпес 21’, 49’ · Тарантини 43’ · Луке 50’, 72’ · Хаусман 67’ | извештај |      |

- Аргентина и Холандија су заузеле прво место у својим групама и избориле финале светског првенства.[2][3][4]

### Меч за 3. место
| Бразил                  | 2:1      | Италија    |
| ----------------------- | -------- | ---------- |
| Нелињо 64’ · Дирсеу 71’ | извештај | Каузио 39’ |

### Финале
| Аргентина                       | 3:1 (пр.) | Холандија   |
| ------------------------------- | --------- | ----------- |
| Кемпес 38’, 105’ · Бертони 115’ | извештај  | Нанинга 82’ |

## Награде
| Победник Светског првенства 1978.    |
| ------------------------------------ |
| Репрезентација Аргентине Прва титула |

| Златна копачка: |
| --------------- |
| Марио Кемпес    |